# Muralhas de Tallinn

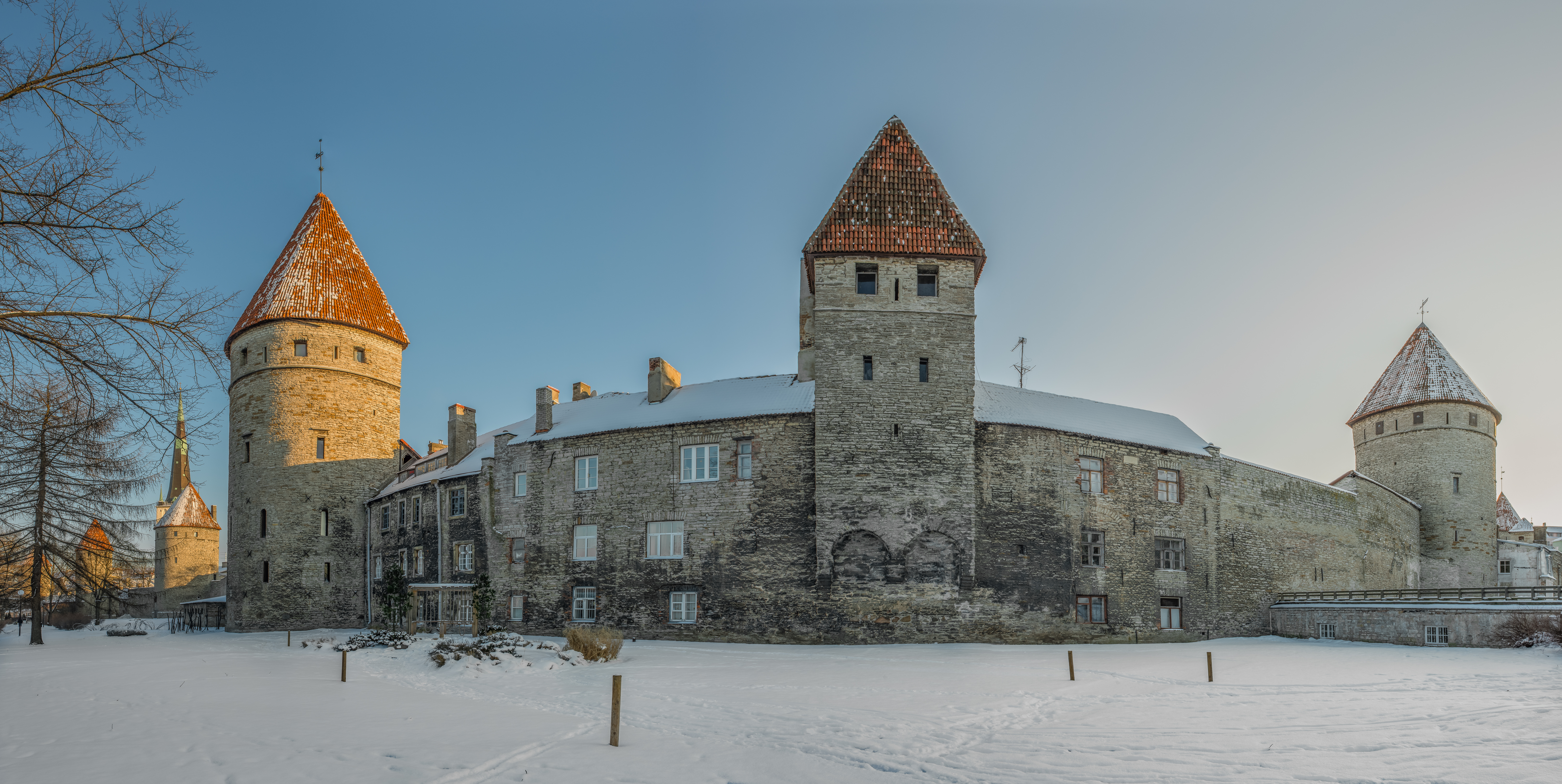
Muralhas de Tallinn

As Muralhas de Tallinn são as muralhas defensivas medievais construídas ao redor da cidade de Tallinn, na Estônia.
O primeiro muro em torno de Tallinn foi mandado construir por Margaret Sambiria em 1265 e, por essa razão, era conhecido como o Muro de Margarida. Esta parede tinha menos de 5 metros de altura e cerca de 1,5 metros de espessura na sua base. Durante os séculos XV e XVI, à medida que a artilharia se desenvolveu, torres foram construídas e ameias armadas foram montadas nelas. Desde então, foram ampliadas e fortalecidas.
A construção das fortificações medievais de Tallinn foi completada com a construção da torre de Lurenburg, a sudeste do portão de Karja. As paredes e os muitos portões ainda são amplamente existentes hoje. Esta é uma das razões pelas quais a cidade velha de Tallinn se tornou Património da Humanidade. As muralhas foram ampliadas no século XIV, e os cidadãos de Tallinn foram obrigados a comparecer para o serviço de guarda, o que significava usar suas armaduras e demonstrar sua prontidão para enfrentar os invasores.

## Localidades na muralha
| Nome                                                                            | Imagem                                                     | Notas | Localização                     | Coordenadas                         |
| ------------------------------------------------------------------------------- | ---------------------------------------------------------- | --- | ------------------------------- | ----------------------------------- |
| Torre do portão das longas pernas (Pika jala väravatorn)                        |                                                            | | Pikk jalg                       | 59° 26′ 15,87″ N, 24° 44′ 34,33″ L  |
| Torre do hospício (Seegitagune torn)                                            |                                                            | Destruida | Nunne                           |                                     |
| Torre ao lado da sauna (Saunatagune torn)                                       |                                                            | Parcialmente existente | Nunne 9                         |                                     |
| Portão da freira (Nunnavärav)                                                   |                                                            | Demolido em 1868. | Nunne                           |                                     |
| Torre da freira (Nunnatorn)                                                     |                                                            | | Väike-Kloostri 1                | 59° 26′ 21,41″ N, 24° 44′ 32,55″ L  |
| Portão do monastério (Kloostrivärav)                                            |                                                            | Final do século XIX | Suur-Kloostri                   | 59° 26′ 22,01″ N, 24° 44′ 32,51″ L  |
| Torre da sauna (Saunatorn)                                                      |                                                            | | Suur-Kloostri 18                | 59° 26′ 22,63″ N, 24° 44′ 32,49″ L  |
| Torre na perna dourada (Kuldjala torn)                                          |                                                            | | Gümnaasiumi 3                   | 59° 26′ 24,11″ N, 24° 44′ 33,25″ L  |
| Torre ao lado das freiras (Nunnadetagune torn)                                  |                                                            | | Kooli 1/3                       | 59° 26′ 25,39″ N, 24° 44′ 34,27″ L  |
| Torre Loewenschede (Loewenschede torn)                                          |                                                            | | Kooli 7                         | 59° 26′ 26,18″ N, 24° 44′ 35,99″ L  |
| Torre Lippe (Lippe torn)                                                        |                                                            | Destruido | Kooli 9                         |                                     |
| Passagem embaixo da Torre Lippe                                                 |                                                            | Construida em 1933 | Laboratooriumi 21               | 59° 26′ 26,5″ N, 24° 44′ 38,85″ L   |
| Torre Köismäe (Köismäe torn)                                                    |                                                            | | Laboratooriumi 27               | 59° 26′ 27,4″ N, 24° 44′ 41,67″ L   |
| Porção da rua Suurtüki                                                          |                                                            | Século XIX | Suurtüki                        | 59° 26′ 28,24″ N, 24° 44′ 43,48″ L  |
| Torre Plate (Plate torn)                                                        |                                                            | | Laboratooriumi 29               | 59° 26′ 28,63″ N, 24° 44′ 43,98″ L  |
| Torre Eppingi (Eppingi torn)                                                    |                                                            | | Laboratooriumi 31               | 59° 26′ 29,82″ N, 24° 44′ 46,2″ L   |
| Torre próxima a Grusbeke (Grusbeke-tagune torn)                                 |                                                            | | Laboratooriumi 33               | 59° 26′ 31,22″ N, 24° 44′ 48,62″ L  |
| Torre Renten (Renteni torn)                                                     |                                                            | Uma parte existente em uma construção recente | Lai 49                          |                                     |
| Torre próxima a Wulfard (Wulfardi-tagune torn)                                  |                                                            | Uma parte existente | Tolli 4                         | 59° 26′ 32,3″ N, 24° 44′ 53,97″ L}  |
| Grande Gate (Suur Rannavärav)                                                   |                                                            | | Pikk 70                         | 59° 26′ 33,23″ N, 24° 44′ 57,44″ L  |
| Fat Margaret (Paks Margareeta)                                                  |                                                            | | Pikk 70                         | 59° 26′ 33,3″ N, 24° 44′ 58,72″ L   |
| Stolting Tower (Stoltingi torn)                                                 |                                                            | | Pikk 68                         | 59° 26′ 31,78″ N, 24° 44′ 58,62″ L} |
| Tower behind Hattorpe (Hattorpe-tagune torn)                                    |                                                            | | Pikk 62                         | 59° 26′ 29,5″ N, 24° 44′ 57,6″ L    |
| Torre próxima a uma antiga igreja cristã russa                                  |                                                            | Destruida | Sulevimägi                      |                                     |
| Portão (Väike Rannavärav)                                                       |                                                            | Destruido |                                 |                                     |
| Portão Bremen (Bremeni torn)                                                    |                                                            | | Vene 28                         | 59° 26′ 21,86″ N, 24° 44′ 57″ L     |
| Passagem Breme (Bremeni käik)                                                   |                                                            | Século XIX | Bremeni käik                    | 59° 26′ 21,54″ N, 24° 44′ 57,15″ L  |
| Tower behind Monks (Munkadetagune torn)                                         |                                                            | | Müürivahe 58                    | 59° 26′ 18,46″ N, 24° 44′ 58,89″ L  |
| Torre Helleman (Hellemani torn)                                                 |                                                            | | Müürivahe 48 / Uus 1            | 59° 26′ 15,15″ N, 24° 44′ 59,82″ L  |
| Portão Viru (Viru värav)                                                        |                                                            | | Viru                            | 59° 26′ 11,87″ N, 24° 45′ 01,31″ L  |
| Torre Hinke (Hinke torn)                                                        |                                                            | | Pärnu mnt 2 / Müürivahe 32      | 59° 26′ 09,55″ N, 24° 44′ 57,98″ L  |
| Düvelsmoder Tower / Devil's Mother's Tower (Düvelsmoderi torn / Kuradiema torn) |                                                            | demolido em 1882 | Väike-Karja/Müürivahe           |                                     |
| Lurenburg Artillery Tower (Lurenburgi suurtükitorn)                             |                                                            | Construído entre 1538–1554, demolido em 1767 durante a expansão da fortaleza da cidade.                                                                | Pärnu mnt 7                     |                                     |
| Portão do gado (Karjavärav)                                                     |                                                            | Constrído em 1456, demolida em 1849 para alargar as ruas. Foi utilizado para transportar gado entre a cidade e os pastos.                              |                                 |                                     |
| Assauwe Tower (Assauwe torn)                                                    |                                                            | | Müürivahe 12                    | 59° 26′ 05,61″ N, 24° 44′ 43,33″ L  |
| Harju Gate (Harju värav)                                                        | O portão principal após a demolição dos portões da frente. | Mencionado em 1361, 1448-1453, o segundo portão da frente foi construído. Em 1862 os portões da frente foram demolidos, e em 1875, o portão principal. | Harju                           | 59° 26′ 04,74″ N, 24° 44′ 37,53″ L  |
| Goat Tower (Kitsetorn)                                                          |                                                            | | Rüütli                          |                                     |
| Kiek in de Kök                                                                  |                                                            | | Komandandi tee 2                | 59° 26′ 05,14″ N, 24° 44′ 29″ L     |
| Torre da donzela (Neitsitorn)                                                   |                                                            | | Lossi plats 11 / Lühike jalg 9A | 59° 26′ 06,8″ N, 24° 44′ 27,51″ L   |
| Torre do estábulo (Tallitorn)                                                   |                                                            | | Lossi plats 11 / Lühike jalg 9A | 59° 26′ 08,43″ N, 24° 44′ 26,91″ L  |
| breakthrough from Toompea to Danish King's Garden                               |                                                            | | Lühike jalg                     | 59° 26′ 08,9″ N, 24° 44′ 27,14″ L   |
| Torre do portão da perna curta (Lühikese jala väravatorn)                       |                                                            | | Lühike jalg 9                   | 59° 26′ 10,01″ N, 24° 44′ 28,15″ L  |
| (Toomvärav)                                                                     |                                                            | Demolido em 1860. |                                 |                                     |